# FEMUA 13
 (mai 2024).
La mise en forme du texte ne suit pas les recommandations de Wikipédia : il faut le « wikifier ».
Les points d'amélioration suivants sont les cas les plus fréquents. Le détail des points à revoir est peut-être précisé sur la page de discussion.
- Les titres sont pré-formatés par le logiciel. Ils ne sont ni en capitales, ni en gras.
- Le texte ne doit pas être écrit en capitales (les noms de famille non plus), ni en gras, ni en italique, ni en « petit »…
- Le gras n'est utilisé que pour surligner le titre de l'article dans l'introduction, une seule fois.
- L'italique est rarement utilisé : mots en langue étrangère, titres d'œuvres, noms de bateaux, etc.
- Les citations ne sont pas en italique mais en corps de texte normal. Elles sont entourées par des guillemets français : « et ».
- Les listes à puces sont à éviter, des paragraphes rédigés étant largement préférés. Les tableaux sont à réserver à la présentation de données structurées (résultats, etc.).
- Les appels de note de bas de page (petits chiffres en exposant, introduits par l'outil «  Source ») sont à placer entre la fin de phrase et le point final[comme ça].
- Les liens internes (vers d'autres articles de Wikipédia) sont à choisir avec parcimonie. Créez des liens vers des articles approfondissant le sujet. Les termes génériques sans rapport avec le sujet sont à éviter, ainsi que les répétitions de liens vers un même terme.
- Les liens externes sont à placer uniquement dans une section « Liens externes », à la fin de l'article. Ces liens sont à choisir avec parcimonie suivant les règles définies. Si un lien sert de source à l'article, son insertion dans le texte est à faire par les notes de bas de page.
- La présentation des références doit suivre les conventions bibliographiques. Il est recommandé d'utiliser les modèles {{Ouvrage}}, {{Chapitre}}, {{Article}}, {{Lien web}} et/ou {{Bibliographie}}. Le mode d'édition visuel peut mettre en forme automatiquement les références.
- Insérer une infobox (cadre d'informations à droite) n'est pas obligatoire pour parachever la mise en page.

Pour une aide détaillée, merci de consulter Aide:Wikification.
Si vous pensez que ces points ont été résolus, vous pouvez retirer ce bandeau et améliorer la mise en forme d'un autre article.
Le Femua 13 marque la 13e édition du Festival des musiques urbaines d’Anoumabo. Initialement prévu du 14 au 19 avril 2020, le festival s'est finalement déroulé du 7 au 12 septembre 2020, du fait de la crise sanitaire du Covid-19. Le Sénégal est choisi comme pays invité en raison de son expérience en tant que pionnier de la culture africaine.
L'édition 13 du Femua se déroule à Abidjan, à l'Institut national de la jeunesse et des sports (INJS), ainsi qu'à Grand-Bassam, dans le cadre de la décentralisation du festival.

## Contexte
Le Femua est placé sous le signe de la paix et du développement, revêtant une signification particulière dans le contexte politique ivoirien marqué par les préparatifs de l'élection présidentielle. Après les crises post-électorales antérieures en Côte d’Ivoire, les organisateurs du Femua aspirent à sensibiliser et à contribuer au maintien de la stabilité. Cette édition du festival joue un rôle de plateforme de sensibilisation sur les valeurs de paix, de cohésion, de tolérance et de solidarité. En mettant l'accent sur ces principes fondamentaux, le festival vise à promouvoir un environnement pacifique et propice au développement. C'est dans cette optique que les organisateurs espèrent également que le pays invité d’honneur qui est le Sénégal montrera la voie dans cette direction,.
Cette année encore, le Femua, engagé en faveur de l'éducation et de la santé pour tous, contribuera à la construction de deux écoles primaires dans deux localités, renforçant ainsi son impact positif sur les communautés locales,.

## Déroulement

### Préparation
La 13e édition du festival s'est tenue à Abidjan, en Côte d'Ivoire, du 7 au 12 septembre 2020, à la suite d'un report occasionné par la crise sanitaire due au Covid-19. Le commissaire général du festival, Salif Traoré, également connu sous le nom d'A’salfo, du groupe Magic System, a dévoilé le contenu et les innovations lors de la cérémonie officielle de lancement le jeudi 12 mars 2020.
Cette édition du Femua se déroulera selon cinq grandes articulations. En mettant l'accent sur la culture et la promotion d'artistes locaux et internationaux, le festival consacrera également une part importante de son programme à l'éducation et à la santé, considérant le volet social comme étant l'essence même de l'événement.

### Cérémonie de lancement
La cérémonie officielle d'ouverture de la 13e édition du Festival des musiques urbaines d'Anoumabo (Femua) s'est tenue au Sofitel Abidjan Hôtel Ivoire le jeudi 12 mars 2020. Placé sous le parrainage de la présidente de la Commission de l’Union européenne (UE), l’Allemande Ursula Von Der Leyen, le Femua 13 a pour thème « Alliance Afrique-Europe : paix et développement ». Au cours de la cérémonie, A'salfo, le commissaire général du festival, a présenté la programmation artistique du festival ainsi que les nouveautés de cette 13e édition. Il a également révélé que 21 artistes se produiront sur les différentes scènes cette année. Parmi les têtes d'affiche figurent Youssou N’Dour, du Sénégal, Koffi Olomidé, du Congo, Diamond Platnumz, de la Tanzanie, et Vegedream, de la France.

### Cérémonie d'ouverture
La 13e édition du Festival des musiques urbaines d’Anoumabo (Femua) est inaugurée le mardi 7 septembre à Marcory, sous la présidence de la ministre de la Culture et de l’Industrie des arts et du spectacle, Harlette Badou N’Guessan Kouamé, autour du thème Alliance Afrique-Europe : paix et développement , en présence de diplomates, ministres et acteurs du monde culturel.